# Edmea
Edmea és una òpera en tres actes composta per Alfredo Catalani sobre un llibret italià d'Antonio Ghislanzoni, basat en Les Danicheff d'Alexandre Dumas i Pierre de Corvin. S'estrenà al Teatre alla Scala de Milà el 27 de febrer de 1886.